# Cruzada del bien hablar
La cruzada del bien hablar fue una campaña llevada a cabo en Sevilla y otros puntos de Andalucía en noviembre de 1925 con el objetivo de enseñar a "hablar bien" a los andaluces, es decir a adoptar la modalidad castellana del español. En el ámbito del academicismo lingüístico y el nacionalismo andaluz está considerada como uno de los eventos históricos que demuestran la represión lingüística en Andalucía y el desprestigio histórico del dialecto andaluz en España. 